# Fairphone (entreprise)
Pour la gamme de produits, voir Fairphone (smartphone).
Fairphone est une entreprise néerlandaise, créatrice de smartphones, dont l'axe de communication majeur est que la conception et la production des appareils auraient été pensées pour intégrer des contraintes environnementales et de commerce équitable tout au long de la chaîne de production,.
C'est également le nom des téléphones, créés par la société, dont les éléments matériels et logiciels ont été pensés pour être facilement réparés ou mis à jour (changement des modules appareil photo ou caméra). Les téléphones vendus par la société sont proposés avec Android ou son dérivé /e/,.

## Histoire

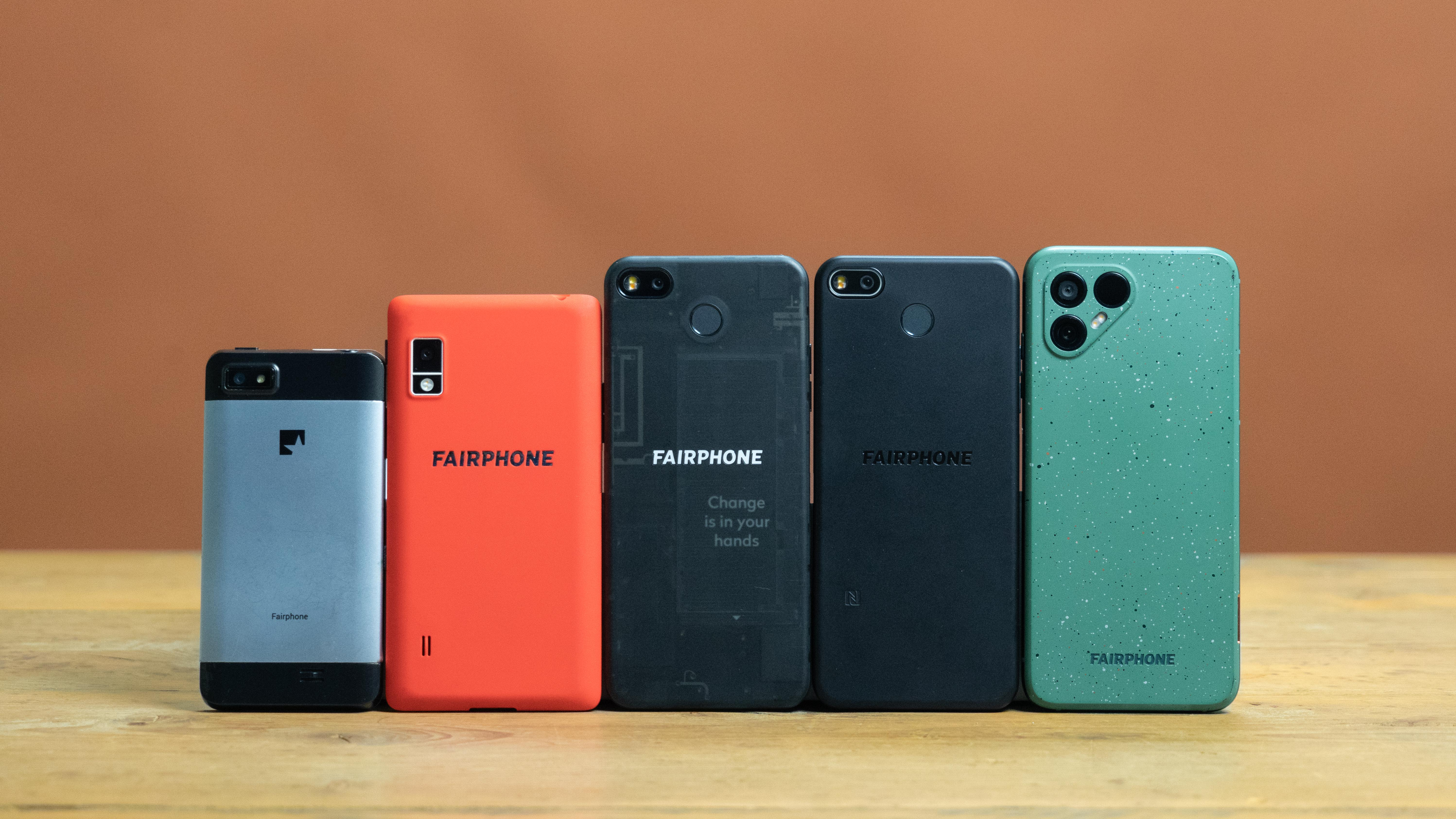
Les différents modèles de smartphone produits par Fairphone en 2019.

La société Fairphone, basée à Amsterdam, aux Pays-Bas, est le fruit d'une réflexion sur l'utilisation, pour les téléphones, de minéraux comme le coltan (coltan dont le commerce est exploité par des groupes guerriers en république démocratique du Congo). Elle est fondée en janvier 2013, par Bas van Abel.
Bas van Abel, tout en reconnaissant l'impossibilité d'offrir un smartphone totalement en accord avec l'idéal du commerce équitable, à cause de la complexité du produit, avait initialement fixé comme objectifs :
- une meilleure redistribution des bénéfices le long de la chaîne de production ;
- un contrôle de la provenance des composants pour éviter le financement de groupes armés, impliqués dans des conflits ;
- le recyclage d'anciens téléphones[9] avec l'ONG néerlandaise Closing the Loop, qui agit au Ghana, où sont abandonnés de nombreux déchets électroniques[10] ;
- une moindre consommation en énergie par rapport aux autres smartphones, et une facilitation de la réparation et du recyclage[11].

Le 3 avril 2014, Fairphone et iFixit deviennent partenaires,. Les guides de réparation et les pièces détachées de Fairphone sont désormais accessibles sur les sites de ces deux sociétés.
iFixit, qui - entre autres - publie des évaluations, attribue d'excellentes notes aux produits Fairphone.
Début 2016, la compagnie pense approcher d'une solution pour se fournir en tungstène au Rwanda sans financer de conflits – solution qui finalement n’aboutit pas – et reconnaît des difficultés à trouver des fournisseurs d'or détachés des combats au Congo.
En 2018, la société organise une opération de financement participatif lui permettant de récupérer 2,5 millions d’euros auxquels il faut ajouter 7 millions auprès d’investisseurs, en plus d'un prêt de 13 millions, afin de régler des problèmes financiers ayant interrompu sa production courant 2017.
Le 30 avril 2020, Fairphone annonce un partenariat avec la /e/ Foundation pour distribuer le Fairphone 3 doté du système d'exploitation /e/.
En 2022, Fairphone vend, selon Statista, 115 681 téléphones, soit 0,009 % de parts de marchés annuels.
En février 2023, Fairphone lève 49 millions d'euros auprès d'ABN AMRO Sustainable Impact Fund, Invest-NL, une société d'investissement dépendante du ministère des Finances des Pays-Bas et du fonds suisse Quadia.

## Produits
| Modèle       | Date           | SoC                                      | CPU                        | CPU           | CPU   | GPU              | GPU           | Memoire (Go) | Stockage (Go)        | Écran           | Écran | Photo                                        | Photo | Version Android initiale | Batterie (mAh) |
| Modèle       | Date           | SoC                                      | type                       | vitesse (GHz) | cœurs | type             | vitesse (MHz) | Memoire (Go) | Stockage (Go)        | taille (pouces) | PPI   | Ar                                           | Av    | Version Android initiale | Batterie (mAh) |
| ------------ | -------------- | ---------------------------------------- | -------------------------- | ------------- | ----- | ---------------- | ------------- | ------------ | -------------------- | --------------- | ----- | -------------------------------------------- | ----- | ------------------------ | -------------- |
| Fairphone 1  | décembre 2013  | MediaTek MT6589                          | Cortex-A7                  | 1.2           | 4     | PowerVR SGX544MP | 286           | 1            | 16 +jusqu'à 64Go     | 4.3             | 256   | 8MP                                          | 1.3MP | 4.2.2                    | 2000           |
| Fairphone 2  | décembre 2015  | Qualcomm 801 (MSM8974AB)                 | Krait 400                  | 2.26          | 4     | Adreno 330       | 578           | 2            | 32 +jusqu'à 2To      | 5               | 446   | 12MP                                         | 5MP   | 5.1                      | 2420           |
| Fairphone 3  | septembre 2019 | Qualcomm 632                             | Kryo 250 Gold+Silver       | 1.8+1.8       | 4+4   | Adreno 506       | 600           | 4            | 64 +jusqu'à 2To      | 5.65            | 427   | 12MP                                         | 8MP   | 9/10                     | 3060           |
| Fairphone 3+ | septembre 2020 | Qualcomm 632                             | Kryo 250 Gold+Silver       | 1.8+1.8       | 4+4   | Adreno 506       | 600           | 4            | 64 +jusqu'à 2To      | 5.65            | 427   | 48MP (12MP output)                           | 16MP  | 9/10                     | 3060           |
| Fairphone 4  | 30 août 2021   | Qualcomm 750G                            | Kryo 570 Gold+Silver       | 2.2+1.8       | 2+6   | Adreno 619       | 950           | 6/8          | 128/256 +jusqu'à 2To | 6.3             | 409   | 48MP + 48 MP Ultrawide, (ToF + Color) sensor | 25MP  | 11                       | 3905           |
| Fairphone 5  | 30 août 2023   | Qualcomm QCM6490 (IoT/ind. var. of 782G) | Kryo 670 Prime+Gold+Silver | 2.7+2.4+1.9   | 1+3+4 | Adreno 643       | 812           | 6/8          | 128/256 +jusqu'à 2To | 6.46            | 459   | 50MP + Ultra grand angle : 50MP              | 50MP  | 13                       | 4200           |
| Fairphone 6  | 25 juin 2025   | Qualcomm SM7635                          | Cortex-A720 / A520         | 1.8 / 2.63    | 8     | Adreno 810       | 850 / 1050    | 8            | 256 +jusqu'à 2To     | 6.31            | 431   | 50MP + Ultra grand angle : 13MP              | 32MP  | 15                       | 4414           |

## Autres systèmes d'exploitation
Autres systèmes qui pourraient être utilisables mais qui ne sont pas offerts préinstallés incluent CalyxOS, DivestOS, iodeOS, LineageOS, et Ubuntu Touch. Il est possible qu'une installation ne soit pas verrouillable et on peut casser l'appareil si l'on essaie.

## Communication

### Identités visuelles

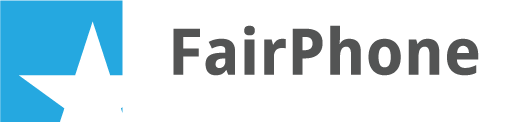
Premier logo
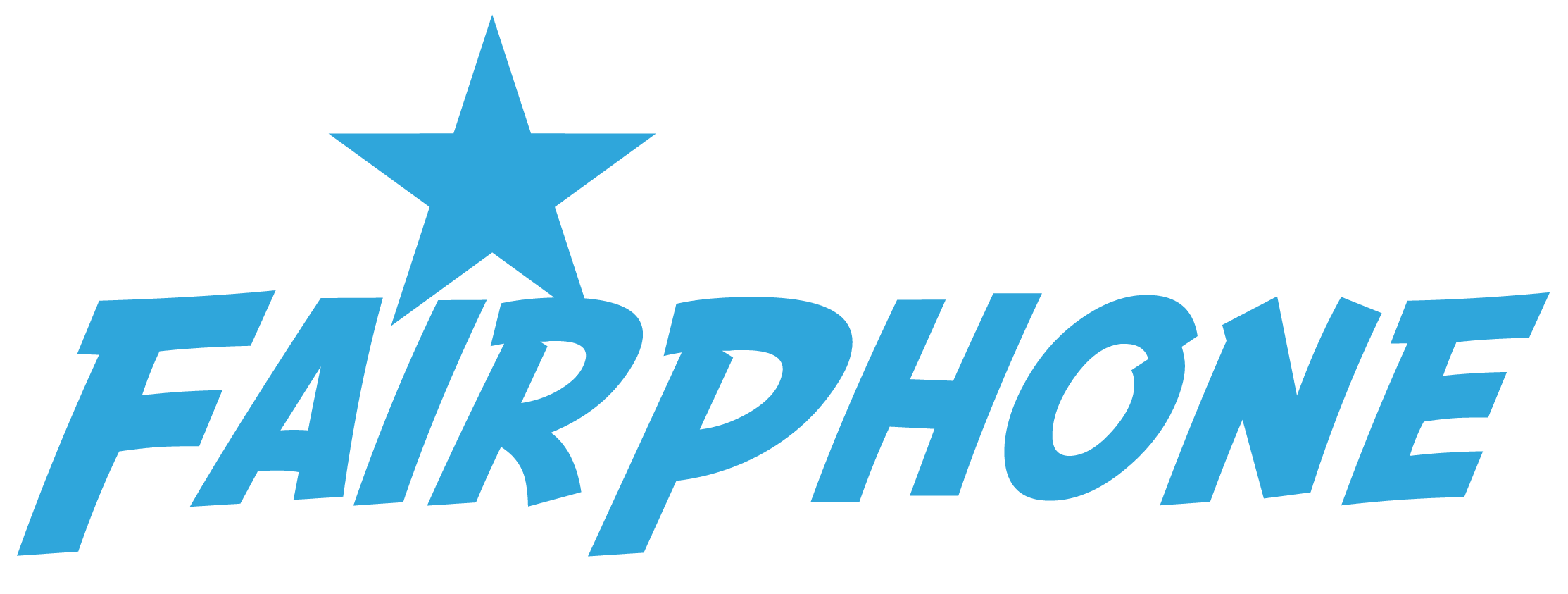
Second logo
Troisième logo
Logo depuis 2025